# Бучинци
Бучинци (на македонска литературна норма: Бучинци) е село в община Белимбегово (Илинден), Северна Македония.

## География
Селото е разположено в крайната източната част на Скопската котловина, в подножието на Скопска Църна гора.

## История
Църквата „Света Троица“ в селото е строена през XVII век. В края на XIX век Бучинци е българско село в Скопска каза на Османската империя. Според статистиката на Васил Кънчов („Македония. Етнография и статистика“) към 1900 година в Бучинци живеят 160 българи християни.
В началото на XX век цялото село е под върховенството на Българската екзархия. По данни на секретаря на екзархията Димитър Мишев („La Macédoine et sa Population Chrétienne“) в 1905 година в Бучинци има 120 българи екзархисти.
В 1910 година селото пострадва при обезоръжителната акция. Жестоко изтезавани са Пано Трайков, Георги Атанасов, Денко Спасов, Милан Стоянов, Ване Спасов, Стоян Георгиев, Спасо Стоянов и брат му Петко Стоянов, Трипун Здравков, Мане Трипунов, Димче Иванов, Величко Аесков, Трипун Панев, Блаже Здравков.
При избухването на Балканската война в 1912 година 2 души от Бучинци са доброволци в Македоно-одринското опълчение.
След Междусъюзническата война в 1913 година селото влиза в границите на Сърбия.
На етническата си карта от 1927 година Леонард Шулце Йена показва Бучинци (Bučinci) като село с неясен етнически състав.
Според преброяването от 2002 година селото има 226 жители.
| Националност     | Всичко |
| северномакедонци | 226    |
| албанци          | 0      |
| турци            | 0      |
| роми             | 0      |
| власи            | 0      |
| сърби            | 0      |
| бошняци          | 0      |
| други            | 1      |

## Личности
Родени в Бучинци
- Ангел Митев Зарков, македоно-одрински опълченец, 4 рота на 2 скопска дружина, носител на орден „За храброст“ IV степен.[7] Носител на орден „За храброст“ III степен от Първата световна война.[8]